# ستيفن وارد (لاعب كريكت)
ستيفن وارد (30 أكتوبر 1958 في المملكة المتحدة - ) (بالإنجليزية: Steven Ward)‏ هو لاعب كريكت بريطاني. لعب مع نادي مقاطعة دورهام للكريكت ‏.

## وصلات خارجية
- ستيفن وارد على موقع إي آس بي آن كريك إنفو (الإنجليزية)